# Ornitoquirs
Els ornitoquirs (Ornithocheirae) és un clade extint de pterosaures pteranodontoïdeus que van viure entre el Cretaci inferior i el Cretaci superior (de la meitat del Barremià fins a la meitat del Campanià) on actualment es troba Àsia, Europa, Amèrica del Nord i Amèrica del Sud. Va ser nomenat per Harry Seeley el 1870 com la família que conté a Ornithocheirus i als seus parents. El nom va ser esmenat a Ornithocheiridae, per encaixar amb els requeriments de el Codi Internacional de Nomenclatura Zoològica respecte que un clade amb rang de família ha d'acabar amb el sufix -idae. Brian Andres (2010), en la seva revisió de la filogènesi dels pterosaures, va definir el nom Ornithocheirae filogenèticament, com un tàxon basat en nodes consistent en l'últim ancestre comú d'Anhanguera, Ornithocheirus i a tots els seus descendents. Per tant, Ornithocheirae és definit de manera que inclou a dues famílies, els Anhangueridae i els Ornithocheiridae, seguint l'opinió d'Alexander Kellner i B. Andres que aquestes famílies no haurien de ser sinonimizadas basant-se en les seves definicions filogenètiques originals.